# پارک پراسپکت
پارک پراسپکت (به انگلیسی: Prospect Park) یک پارک شهری در ایالات متحده آمریکا است که در بروکلین واقع شده‌است.